# Коленко, Владимир Захарович
 Владимир Захарович Коленко  (1852—1907) — русский государственный деятель, Иркутский, Якутский, Вологодский и Воронежский губернатор.

## Биография
Из потомственных дворян Бессарабской губернии. Старший брат Б. З. Коленко.
По окончании курса в Александровском лицее в 1872 году поступил на службу сверхштатным чиновником в канцелярию комитета министров. Через три года назначен старшим помощником экспедитора этой канцелярии. В 1878 году пожалован в звание камер-юнкера, причислен к министерству внутренних дел, с оставлением в занимаемой им должности и откомандирован в распоряжение Санкт-Петербургского губернатора, для ознакомления с делами губернского правления.
В 1881 году назначен Плоцким вице-губернатором , а в 1883 году председателем комиссии образованной по соглашению генерал-губернатора с министром финансов из представителей от ведомств внутренних дел, финансов и юстиции, с участием техников  для выяснения вопроса о злоупотреблениях при постройке здания окружного суда и казенной палаты в Плоцке. 
В 1886 году назначен исправляющим должность Иркутского губернатора, а в 1889 году назначен Якутским губернатором с производством в действительные статские советники. В 1892 году пожалован в звание камергера и в том же году перемещен на должность Вологодского губернатора. В 1894 году назначен Воронежским губернатором. 
Почётный гражданин Якутска.